# 新川公園 (群馬県)
新川公園（しんかわこうえん）は、群馬県桐生市稲荷町にある都市公園（近隣公園）である。もともとは桐生新川球場(新川球場)という野球場であった。

## 誕生の経緯
1927年に、桐生中学校（現･群馬県立桐生高等学校）が第13回全国中等学校優勝野球大会（現在の夏の甲子園）に初出場したことを契機に、桐生市では野球熱が盛り上がり、桐生中学の劣悪な練習環境を改善しようという機運が生まれた。
そこで、堀祐平が桐生中の甲子園初出場を記念して運動場を設けることを発起、私財を投じて市内に流れる新川（現在は蓋がされ、コロンバス通りとなっている）沿いにプール併設の野球場を作った。
これが桐生新川球場である。
1947年にカスリーン台風が渡良瀬川の堤防を決壊させ、大きな被害を受けるも、1961年に大改修をして野球専用のグラウンドとなった。
しかし、1987年に老朽化から解体。跡地を公園として整備して、新川公園となった。

## 球場で行われた試合
新川球場では、落成記念としての早稲田大学対法政大学戦を始め、幾つもの大きな試合が開催された。終戦直後の職業野球東西対抗戦は、当初計画されていた神宮球場での試合がアクシデントにより行えなくなり、その代替として行われたものである。

## 中心部の閑静な公園
公園として整備された後も、球場としての面影を残している。正面入口付近には『新川球場を偲ぶ』と題して球場と桐生高等学校の名監督であった稲川東一郎を称える記念碑が残されている。遊具はほとんど無く、一面芝生の公園であるが、市民の憩いの場として愛される存在となっている。